# Idaea lutulentaria
Idaea lutulentaria är en fjärilsart som beskrevs av Otto Staudinger 1892. Idaea lutulentaria ingår i släktet Idaea och familjen mätare. Inga underarter finns listade i Catalogue of Life.